# Tunagyna
Tunagyna là một chi nhện trong họ Linyphiidae.